# Caladenia audasii
Caladenia audasii är en orkidéart som beskrevs av Richard Sanders Rogers. Caladenia audasii ingår i släktet Caladenia och familjen orkidéer. Inga underarter finns listade i Catalogue of Life.